# Anchusa montelinasana
Anchusa montelinasana là loài thực vật có hoa trong họ Mồ hôi. Loài này được Angius, Pontec. & Selvi mô tả khoa học đầu tiên năm 2008.